# سیکورسکی سی‌اچ-۵۳کی کینگ استالیون
سیکورسکی سی‌اچ-۵۳کی کینگ استالیون (به انگلیسی: Sikorsky CH-53K King Stallion) یک بالگرد ترابری (باربری) سنگین است، که توسط شرکت  سیکورسکی   طراحی و تولید شده است. کینگ استالیون تکامل یافته از سری بالگردهای سی اچ ۵٣  است که از سال ١٩۶۶ در خدمت ارتش بوده است و دارای سه موتور ارتقا یافته ٧۵٠٠ shp (۵۵٩٠ کیلووات)، تیغه های روتور کامپوزیت جدید و کابین  عریض تر از مدل های قبلی خود است. . این بزرگترین و سنگین ترین بالگرد در ارتش ایالات متحده امریکا است.   نخستین استفاده‌کنندهٔ این بالگرد نیروی تفنگداران دریایی ایالات متحده آمریکا بوده‌است.